# Martizay
Martizay is een gemeente in het Franse departement Indre (regio Centre-Val de Loire) en telde op 1 januari 2022 950 inwoners. De plaats maakt deel uit van het arrondissement Le Blanc.

## Geografie
De oppervlakte van Martizay bedroeg op 1 januari 2022 39 vierkante kilometer; de bevolkingsdichtheid was toen 24,4 inwoners per km². De Claise stroomt door de gemeente.

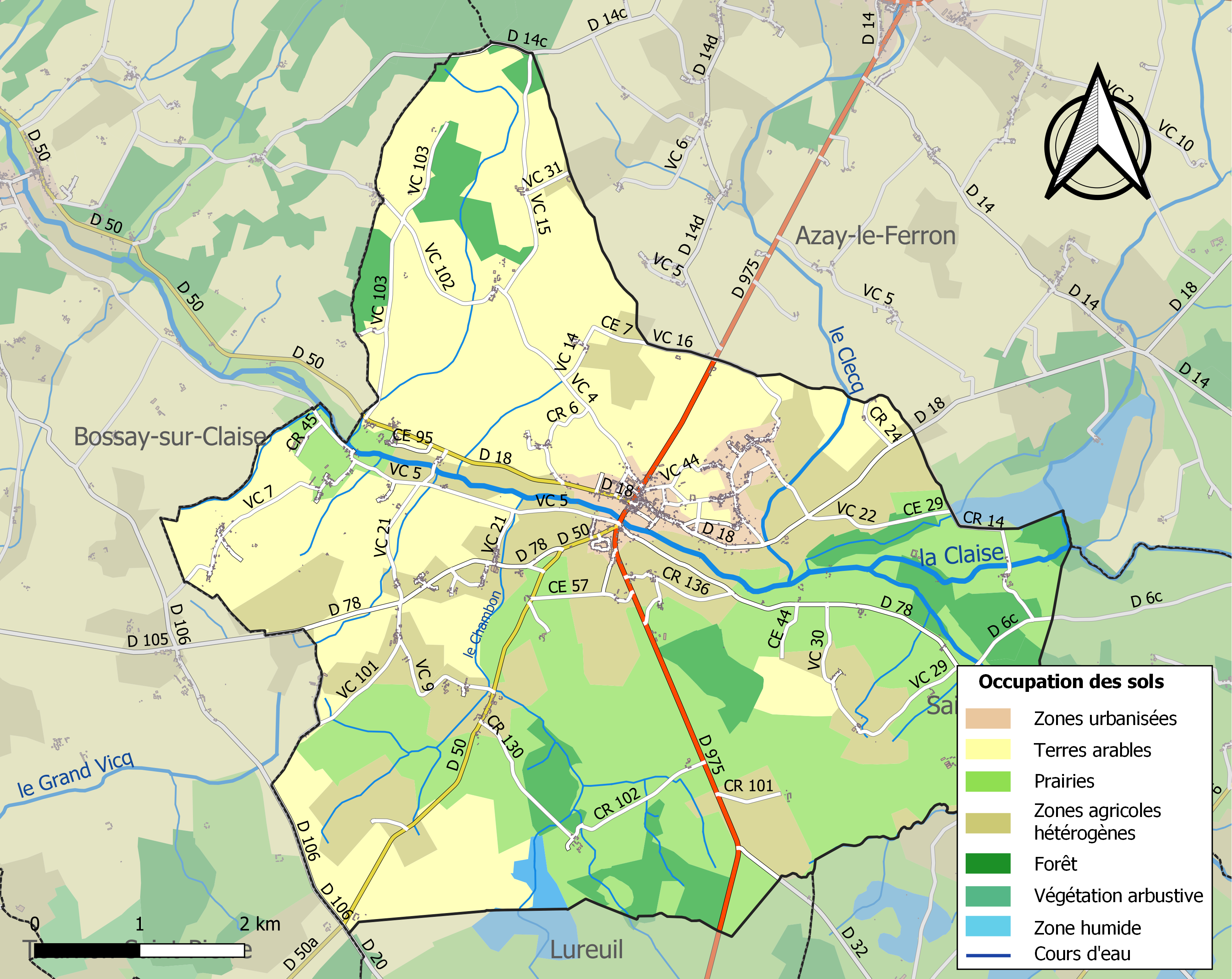
Kaart van de gemeente met belangrijkste infrastructuur, bodemgebruik en omliggende gemeenten

## Demografie
In 1999 telde de gemeente 1049 inwoners, net als in 2007. Onderstaande figuur toont het verloop van het inwonertal (bron: INSEE-tellingen).

## Bezienswaardigheden
- Archeologisch museum
- Site van een Romeinse villa

## Geboren
- Blanche d'Antigny (1840-1874), actrice